# Balian d'Ibelin (mort en 1193)
Pour les articles homonymes, voir Balian d'Ibelin.
Balian d'Ibelin (c. 1143 – c. 1193) est un croisé influent du royaume de Jérusalem, membre de la maison d'Ibelin. Il est connu pour avoir assuré la défense de Jérusalem en 1187 et participé à la troisième croisade.
Balian d'Ibelin est parfois appelé Balian le Jeune (du vivant de son père) ; Balian de Rama, mais ce sont ses frères, puis l'un de ses neveux qui sont seigneurs de Ramla ; ou Balian de Naplouse. L'origine de Balian est donc de style médiéval. C'est un prénom masculin d'étymologie latine qui serait selon toute vraisemblance apparenté à l'ancien français « vaillant » qui signifie valeureux ou robuste.

## Biographie

### Sa jeunesse
Balian d'Ibelin est le troisième fils de Balian le Vieux d'Ibelin, seigneur d'Ibelin et de Rama, connétable du comté de Jaffa et d'Helvis (ou Alvis) de Rama. En latin, son nom est écrit Balian, Barisan, Barisanus, Balianus, Balisan et Balisanus. Les sources arabes l'appellent : Balian ibn Barzan, qui se traduit par « Balian fils de Barzan, ou Barisan ». La date précise de sa naissance est inconnue, mais il est majeur en 1158, donc a au moins 15 ans, alors que dans la première charte qui parle de lui en 1155, il ne l'est pas.
La seigneurie d'Ibelin (Yebna en arabe, Yavneh en hébreu) est un des arrière-fiefs du Royaume de Jérusalem. Ses frères aînés sont Hugues et Baudouin. Leur sœur Ermengarde épouse Elinard de Bures, prince de Galilée et de Tibérias. Son père, Balian ou Barisan, à l'origine connétable d'Hugues II du Puiset, comte de Jaffa, avait refusé de suivre ce dernier dans sa révolte contre le roi et en a été récompensé par la main de Helvis, héritière de Rama, et la concession du château d’Ibelin.
À la mort d'Hugues, le frère aîné de Balian, en 1170, Ramla passe à Baudouin, qui lui donne Ibelin.

### Seigneur d'Ibelin

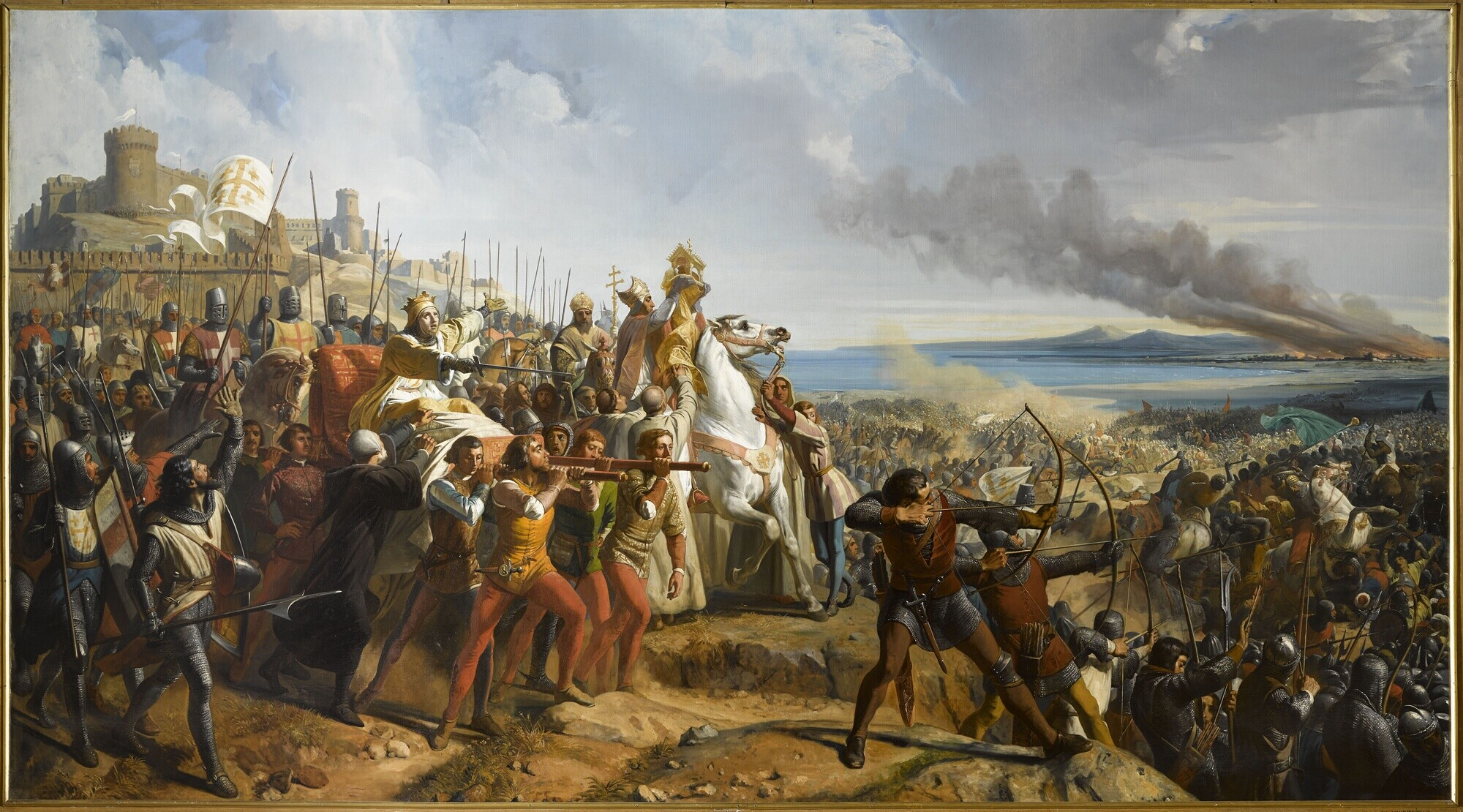
La Bataille de Montgisard,
peinture de 1844 de Charles-Philippe Larivière.

Baudouin et Balian soutiennent Raymond III de Tripoli contre Miles de Plancy pour la régence pendant la minorité de Baudouin IV. Alors que Raymond III et une armée croisée attaquent des possessions de l'émir d'Alep, Saladin attaque le Royaume de Jérusalem depuis le sud. Baudouin IV, accompagné de plusieurs seigneurs dont Renaud de Châtillon, seigneur d'Outre-Jourdain, Baudouin et Balian d'Ibelin, Renaud de Grenier, comte de Sidon, et Josselin III de Courtenay, l’oncle du roi, se précipite avec son armée à Ascalon pour la défendre; Saladin, constatant qu'il n'y a plus d'armée entre lui et Jérusalem, envahit et fait piller le pays. Rejoint par les Templiers d'Eudes de Saint-Amand, maître de l'Ordre du Temple, Baudouin IV en profite pour faire effectuer à son armée de cinq cents chevaliers et de quelques milliers de soldats un mouvement tournant et attaque par le flanc l'armée de Saladin, désorganisée par le pillage, et lui inflige une sévère défaite.
Au cours de cette même année, Balian épouse Marie Comnène, veuve du roi Amaury Ier, et reçoit la seigneurie de Naplouse, qui est le douaire de la reine Marie.
En 1183, il soutient Raymond III de Tripoli contre Guy de Lusignan, époux de Sibylle de Jérusalem, pour la régence durant la maladie de Baudouin IV le Lépreux. Il est parmi les barons qui conseillent le couronnement de Baudouin V du vivant de Baudouin IV, afin d'empêcher que Guy de Lusignan ne succède au roi. C’est Balian qui porte le fils de Sibylle, âgé de six ans, pendant la cérémonie.
Baudouin V devient roi en 1185, mais meurt l'année suivante, et Raymond choisit comme successeur Onfroy IV de Toron, qui refuse la couronne en faveur de Guy. Balian prête hommage à Guy de Lusignan à contrecœur, tandis que son frère Baudouin refuse de le faire. Balian est obligé de rendre cet hommage s'il ne veut pas voir sa terre saisie par le roi.

### Bataille de Hattin
À la bataille de Hattin (1187), Balian et Josselin III d'Édesse commandent l'arrière-garde de l'armée croisée. Mais l'armée est balayée par l'armée de Saladin. Cette défaite est un désastre pour le royaume chrétien. Le roi Guy et de nombreux barons sont faits prisonniers, et la plupart des châteaux et villes du royaume tombent entre les mains des musulmans. Balian est l'un des rares barons à pouvoir s'enfuir vers Tyr.

### Jérusalem

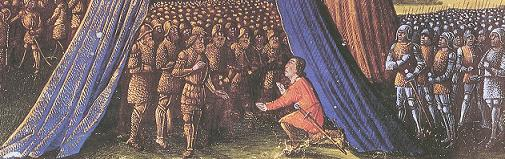
Balian d'Ibelin rendant Jérusalem à Saladin.

Lorsque Balian s'échappe après la défaite de Hattin, il obtient de Saladin un sauf-conduit qui l'autorise à se rendre à Jérusalem afin d'emmener sa femme et ses enfants vers Tripoli. Il y est autorisé, mais à la condition de faire serment de quitter la ville et de ne plus prendre les armes contre Saladin. Les habitants de Jérusalem, effrayés par la nouvelle de la défaite, le supplient de rester pour assurer leur défense. Le patriarche Héraclius le relève de son engagement vis-à-vis de Saladin. Nullement rancunier, Saladin accepte ses excuses, autorise sa femme et ses enfants à se rendre à l'abri à Tripoli et leur assigne même une escorte,. Avec le patriarche, il organise la défense de Jérusalem, que Saladin assiège deux mois plus tard. Il ne peut cependant défendre la ville, par manque d'hommes, de vivres et de matériels. Dans toute la ville, il ne peut trouver que quelques chevaliers, peut-être deux, et il doit adouber soixante fils de bourgeois.

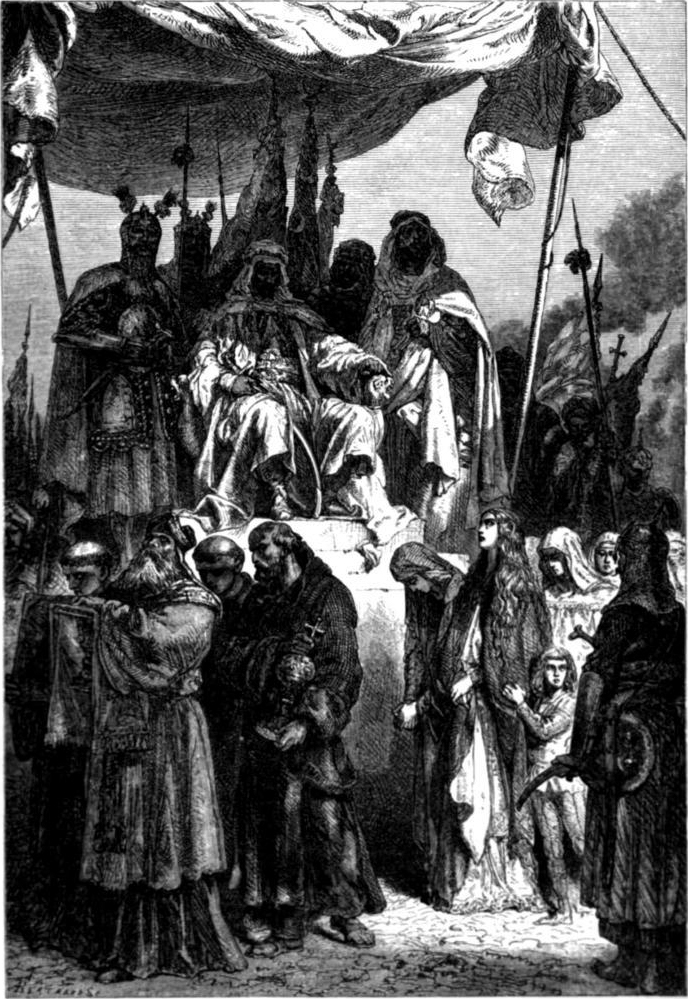
Les Chrétiens évacuant Jérusalem sous le regard de Saladin par Alphonse-Marie-Adolphe de Neuville.

Après une défense énergique, les chefs chrétiens de Jérusalem sont d'avis de capituler. Balian d'Ibelin se rend alors auprès de Saladin et lui déclare que les habitants préféreraient détruire la cité et les lieux saints, tuer leurs enfants et leurs femmes puis se battre à mort contre les musulmans, plutôt que laisser la ville être prise de force. Après négociation, Balian obtient de Saladin la vie sauve des habitants en échange d'une rançon de dix pièces d'or par homme, cinq par femme et deux par enfant. Ceux qui ne peuvent pas payer deviennent esclaves des musulmans.
Ibelin, Naplouse, Rama et toutes les autres terres de Balian sont conquises par Saladin. Après la paix qui suit la troisième croisade, Saladin accorde en compensation à Balian la petite seigneurie de Caymont, au sud d'Acre.

### La troisième croisade
Après la mort de Sibylle de Jérusalem, Balian d'Ibelin commence par soutenir Guy de Lusignan dans sa lutte contre Conrad de Montferrat pour le royaume. Puis il négocie, avec Marie Comnène, le mariage de sa belle-fille Isabelle de Jérusalem avec Conrad, lui apportant une légitimité dans ses prétentions au trône. Saint-Jean-d'Acre, assiégé par les croisés se rend le 12 juillet 1191, et la querelle entre Guy de Lusignan, soutenu par Richard Cœur de Lion, et Conrad de Montferrat, soutenu par Philippe Auguste et la plupart des barons de Terre sainte, est ravivée. Les 27 et 28 juillet 1191, les plus grands barons de Terre sainte, toujours hostiles au roi Guy, Marie Comnène, la reine veuve d’Amaury Ier de Jérusalem, Balian d'Ibelin, son nouvel époux, le légat apostolique, archevêque de Pise, le corps entier des Pisans, enfin les Français et tous ceux qui, par raison ou par calcul, demandent un nouveau roi influent et respecté, désignent le marquis de Montferrat, Conrad de Montferrat, l'héroïque défenseur de Tyr, comme seul capable de sauver le royaume. Ils veulent qu'il reçoive la couronne avec la main de la fille d'Amaury et Marie Comnène, Isabelle de Jérusalem. Devant la volonté des barons, Richard Cœur de Lion finit par accepter Conrad comme roi et vend Chypre à Guy de Lusignan qui en devient le roi. Après la mort de Conrad et le remariage d'Isabelle avec Henri II de Champagne, Balian devient un des conseillers du nouveau roi.
Balian d'Ibelin meurt en 1193.

### Mariage et descendance
Balian d'Ibelin épouse en 1177 Marie Comnène (1154-1217), nièce de l'empereur byzantin Manuel Ier Comnène, veuve d'Amaury Ier, roi de Jérusalem, et ont pour enfants :
- Jean d'Ibelin (mort en 1236), seigneur de Beyrouth et d'Arsur, connétable et bailli du royaume de Jérusalem, et bailli de Chypre ;
- Philippe d'Ibelin (mort en 1227), régent du Royaume de Chypre ;
- Helvis d'Ibelin (morte en 1216), mariée à Renaud de Grenier, comte de Sidon, puis à Guy de Montfort, seigneur de Castres ;
- Marguerite d'Ibelin, mariée à Hugues II de Saint-Omer († 1204), prince titulaire de Galilée, puis à Gautier Brisebarre († 1229), seigneur de Césarée.

## Adaptation cinématographique
Une partie de la vie de Balian d'Ibelin est mise en scène dans le film de Ridley Scott, Kingdom of Heaven, sorti en 2005. Balian y est joué par l'acteur Orlando Bloom. Le scénario du film s'éloigne largement de la réalité historique :
- le Balian historique est le fils légitime de Barisan d'Ibelin, et non pas le fils bâtard de Godefroy d'Ibelin (lequel n'a jamais existé et est une figure composite du père de Balian et de Godefroy de Bouillon) ;
- c'était un « poulain » : un occidental catholique ayant grandi en Terre Sainte, et non dans le nord de la France, connaissant la langue et les mœurs des Orientaux[13] ;
- il a participé à la bataille de Hattin et n'est pas arrivé après le massacre comme dans le film, mais a réussi à s'en échapper en compagnie de Renaud de Grenier ;
- il a épousé Marie Comnène, veuve d'Amaury Ier de Jérusalem, et non pas Sibylle, fille de ce roi et sœur de Baudouin IV « le Lépreux » (en revanche, il semblerait que cette dernière ait été fiancée à un frère de Balian) ;
- après la chute de Jérusalem, Balian est resté en Terre Sainte : sa conversion en modeste maître-forgeron est tirée d'une légende antique concernant la fin de vie de Persée, dernier roi de Macédoine[14] ;
- en revanche, il a vraiment adoubé soixante ou cent bourgeois pour qu'ils participent à la défense de la ville.